# Assembleia da Mocidade Independentista
La Assembleia da Mocidade Independentista (AMI, 'Asamblea de la Juventud Independentista') fue una organización juvenil revolucionaria de Galicia, de ideología independentista, socialista, feminista y ecologista, fundada en 1993 y disuelta en 2014. También era defensora del uso de la violencia revolucionaria, del comunismo, del decrecentismo, del reintegracionismo, de la liberación sexual y del antimilitarismo.

## Historia
Nació en 1993 como organización juvenil de la Assembleia do Povo Unido (APU, 'Asamblea del Pueblo Unido'), brazo político del Exército Guerrilheiro do Povo Galego Ceive (EGPGC, 'Ejército Guerrillero del Pueblo Gallego Libre'). Tras la disolución del proyecto político-militar en 1995, continuó con su actividad. En 2001, fundó, junto con Primeira Linha ('Primera Línea'), Nós-Unidade Popular (Nós-UP, 'Nosotros-Unidad Popular'), partido político del que se desvinculó cuatro años más tarde.
El 14 de noviembre de 2005, la Brigada Antiterrorista de la Guardia Civil detuvo a diez de sus dirigentes en la operación Castiñeira. La actuación incluyó el registro de numerosos domicilios y locales, así como el cierre de su sitio web. Dos días después de ser trasladados a Madrid, el juez Santiago Pedraz puso en libertad a los arrestados, alegando que su actividad era delictiva, pero no terrorista. Finalmente, en 2008, la Audiencia Nacional archivó la causa.
A pesar del fracaso de la operación Castiñeira, siguieron siendo acusados en tribunales españoles de ser una "organización terrorista" y "banda armada". Se le atribuyeron acciones de baja intensidad, como la quema de cajeros automáticos, disturbios, agresiones, amenazas, enaltecimiento del terrorismo, pintadas, quema de banderas de España e injurias, e incluso la colocación de bombas, la falsificación de documentos de identidad y de pasaportes, robos y el mantenimiento de contactos con ETA. Fue acusada de ser la cantera de la organización armada Resistência Galega ('Resistencia Gallega'), sin embargo, la Audiencia Nacional sentenció en 2014 que esta acusación no estaba probada.
El 30 de septiembre de 2014, AMI anunció su disolución. Atribuyó esta decisión a la "acusada debilidad organizativa" que padecía fruto del "alto nivel de compromiso" que exigía militar en la AMI y de la represión policial (militantes en prisión, juicios, potencial ilegalización, intentos de infiltración, presiones, multas, etc.).